# 甘巴羅尼奧山
46°06′44″N 8°49′49″E / 46.11222°N 8.83028°E

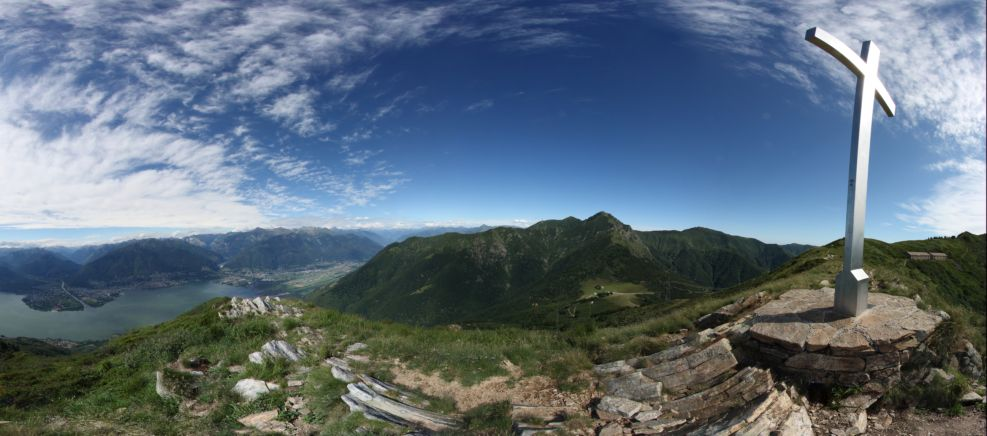

甘巴羅尼奧山（Monte Gambarogno），是瑞士的山峰，位於該國南部，由提契諾州負責管轄，屬於盧加諾前阿爾卑斯山脈的一部分，海拔高度1,734米，每年平均降雨量2,204毫米。